# Paco Pérez
Francisco Pérez Muñoz (* 25. April 1917 in Huehuetenango; † 27. Oktober 1951), allgemein bekannt als Paco Pérez, war ein guatemaltekischer Sänger und Komponist, dessen Komposition Luna de Xelajú in dem südlich an Mexiko grenzenden Land den Stellenwert einer zweiten Nationalhymne einnimmt.

## Leben
Pérez verbrachte seine Kindheit in Huehuetenango und zog mit seiner Familie im Alter von zehn Jahren nach Quetzaltenango, wo er 1935 erstmals öffentlich als Sänger auftrat. Einige Zeit später gründete er zusammen mit José Álvarez und Manolo Rosales die musikalische Formation Trío Quetzaltecos und nahm 1944 an einem Gesangswettbewerb im Capitol-Theater in Guatemala-Stadt teil, bei dem er mit dem von ihm verfassten Lied Luna de Xelajú den dritten Platz belegte.
Hauptberuflich arbeitete Pérez zunächst beim Amtsgericht Quetzaltenango und schloss 1944 einen Vertrag mit dem Radiosender TGW, wo er die Figur Ciriaco schuf, die er in der Sendung La Tremenda Corte verkörperte. Außerdem wirkte er als Schauspieler in der Komödie Un loteriazo en plena crisis und in dem Film El Sombrerón mit.
Im Alter von 34 Jahren kam Pérez mit anderen Künstlern bei einem Flugzeugunglück ums Leben.

## Kompositionen
- Arrepentimiento
- Azabia
- Chichicastenango
- Luna de Xelajú
- Madrecita
- Nenita
- Patoja linda
- Tzanjuyú